# Spotkałem szczęśliwych Indian

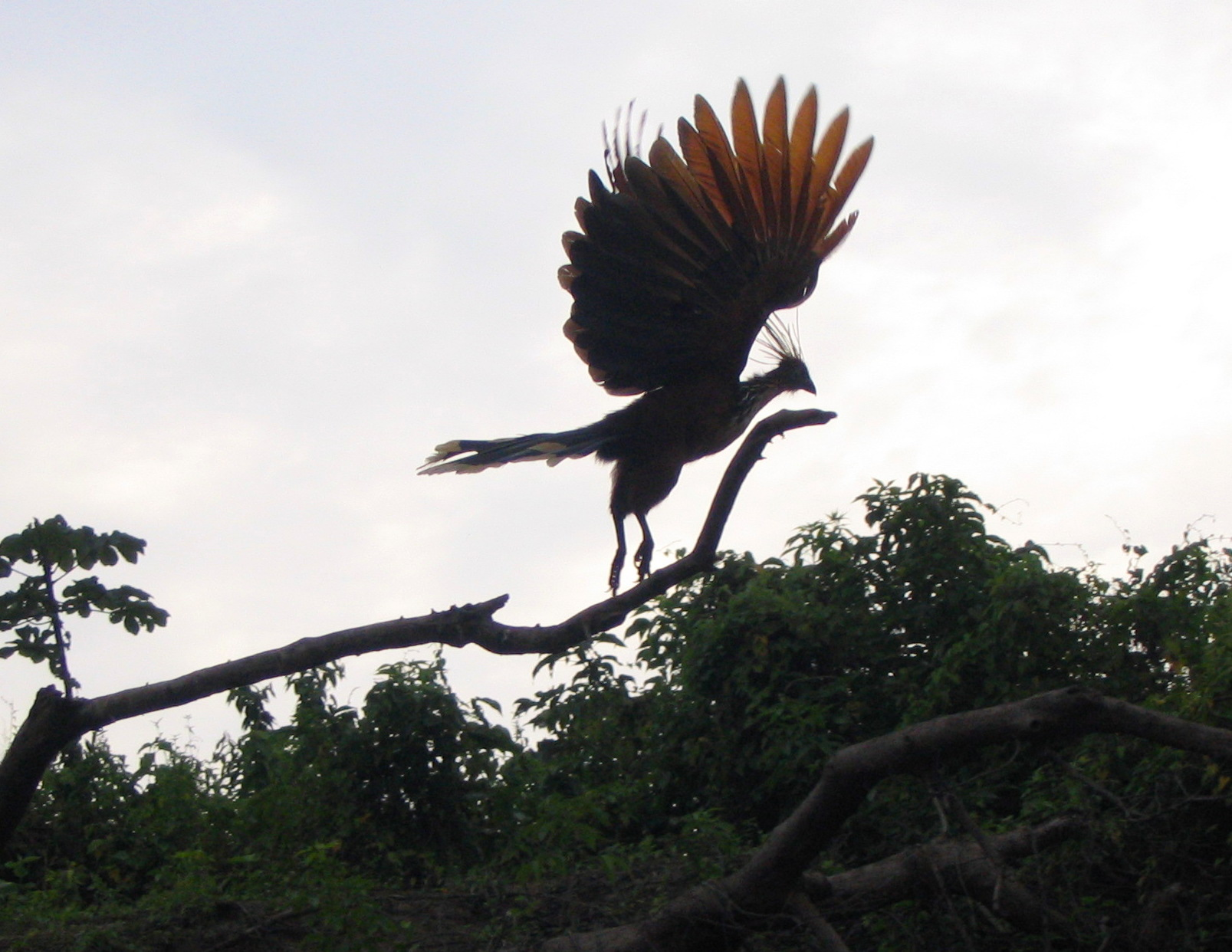
Kośnik, narodowy ptak Gujany

Spotkałem szczęśliwych Indian – książka Arkadego Fiedlera będąca zbiorem esejów podróżniczych o Gujanie wydanym pierwszy raz w 1968 roku.

## Treść
Pisarz odbył podróż do Gujany Brytyjskiej na przełomie lat 1963–1964.

### Części I–III
W pierwszej części książki opisane zostały przez niego wrażenia z Brazylii, z lotniska Santos Dumont w Rio de Janeiro, stolicy Brasílii oraz Manaus.
Druga część jest krótkim przedstawieniem historii Gujany, sylwetek polityków oraz składu etnicznego. Wspomniani zostali m.in.: Cheddi Jagan, Forbes Burnham i Peter D’Aguiar. Po opisie stolicy Georgetown  w eseju Dziwadła: dzisiejsze pterodaktyle przedstawił wyprawę nad rzekę Mahaicony w poszukiwaniu kośników czubatych.
Trzecia część książki, zatytułowana Rzeka Pomeroon, to eseje dotyczące Arawaków, roli jaką odegrali w rozwoju brytyjskiej kolonii, kwestii ich chrystianizacji przez pastora Williama Henry’ego Bretta (1818–1886), założyciela misji w Cabacaburi nad Pomeroonem oraz zwyczajów. Po nocy spędzonej w Charity, rzeką, przez Pickersgill Fiedler dotarł do Cabacaburi. W kilu esejach przedstawieni zostali zwykli mieszkańcy, miejscowy pastor pochodzący z Jamajki – Father Brown, postać zoologa Williama Beebe, dawne wierzenia w demona kanaima, świętowanie niedzieli, relacje z dawnymi wrogami Karibami i rolą, jaką odgrywa rozwój cywilizacji.

### Część IV
Czwarta część stanowi dygresję o ówczesnej sytuacji politycznej w Gujanie, napięciach między Hindusami i Murzynami, stanowiącymi dwie najliczniejsze grupy obywateli kraju. Boże Narodzenie 1963 roku, nazywane przez podróżnika Gwiazdką, pisarz spędził w Georgetown w hoteliku Rima. Fiedler nawiązał do Podróży do Surinamu autorstwa Johna Gabriela Stedmana. Spacerując po wale nad Atlantykiem w Georgetown podróżnik spotykał się z politykiem Cheddim Jaganem. Przebywając w Cabacaburi pisarz używał hamaka i moskitiery pożyczonych mu przez Janet Jagan. W eseju Kilkoro Polaków przedstawione zostały sylwetki rodaków na stałe mieszkających lub czasowo przebywających w Gujanie: Julian Pieniążek (lotnik dywizjonu 303), Józef Pieniak (właściciel kopalni diamentów nad rzeką Mazaruni), Jerzy Golas (właściciel kopalni diamentów), Tadeusz Lipka (nurek), Zofia Burchardt.

### Część V

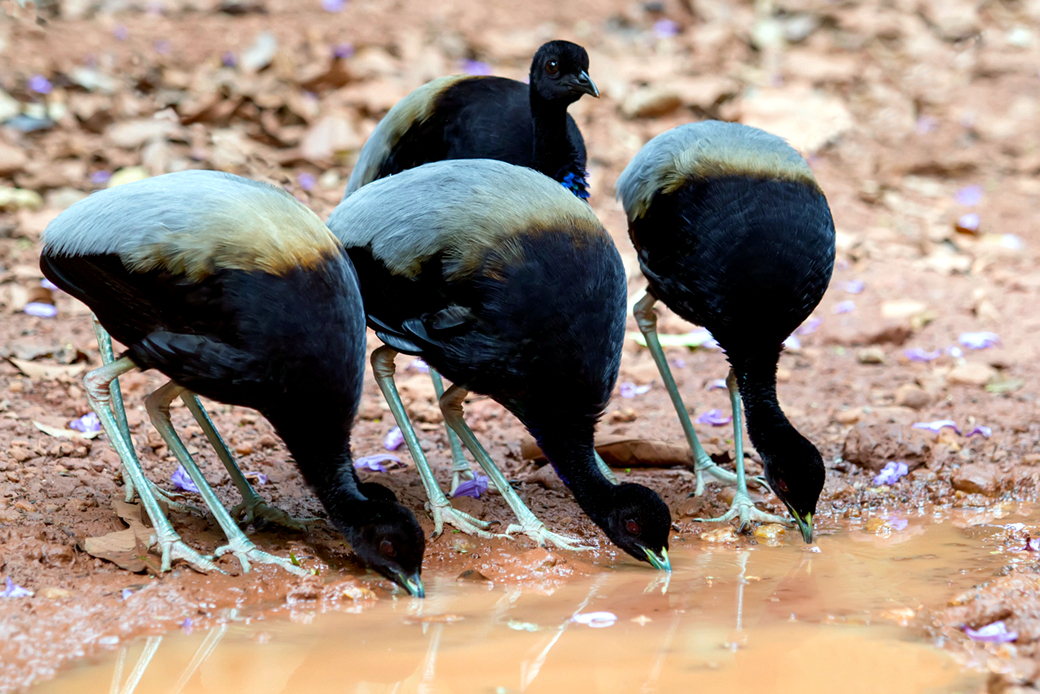
Gruchacze – „trompetery”

W piątej części, zatytułowanej Rzeki Mazaruni i Kamarang, Fiedler zaprezentował Indian Akawojów i Arekuna. Dessną 115, należącą do Jerzego Golasa, przelatując nad rzekami Demerarą, Essequibo, Cuyuni, miejscowością Tumereng, masywem Roraimy przybył do Kamarang Mouth u ujścia rzeki Kamarang do Mazaruni w regionie Cuyuni-Mazaruni, gdzie mieściła się główna kwatera Golasa. Cechą charakterystyczną Indian Akawojów była monogamia. W eseju Kochani Akawoje o brzydkich zwyczajach przedstawiona została historia plemienia oraz zwyczaje, m.in. przeżuwanie kassawy i przygotowywanie paiwari przez kobiety oraz dawny zbójecki proceder mężczyzn. Esej Tragedia u stóp Roraimy dotyczy działalności szarlatana Indianina ze szczepu Arekuna o imieniu Awakaipu, który w 1845 stał się przyczyną śmierci czterystu osób. W esejach Raj małych rybek, Indianie i czapla,  „Betsy, nie pij kawy!” oraz Zachwycający ryk w nocy opisana została podróż korialem po rzece Kamarang do wioski adwentystów Paruima przy granicy z Wenezuelą. Szczególne zainteresowanie podróżnika wzbudził śpiew dzwonnika. Przerwę w podróży drogą wodną stanowiła przeprawa lądem przy wodospadzie Ituwubia. Przewodnikiem pisarza w Paruimie był adwentysta Paul, Indianin ze szczepu Majonkong, zamówiony przez Golasa, którego wielkim marzeniem było zobaczenie na własne oczy Londynu. Lepsze domostwa we wsi należały do tych Indian, którym udało się znaleźć diamenty. Zarządzający szkołą Leslie Barker wyznaczył Fiedlerowi schronienie na czas pobytu w rządowym Rest Housie. Kwestiami wyżywienia zajęła się Indianka Leona. Ogólną cechą mieszkańców Paruimy było pożądanie lekarstw, które mieli przywozić ze sobą przyjezdni. Podstawą diety Indian była kassawa. Podczas wędrówki po puszczy w poszukiwaniu motyli uwagę podróżnika zwróciły kwiaty rafflezje oraz owadożerne nepenthes. Fiedler zanotował obecność trzymających się parami ar. Najczęściej spotykał motyle z rodzajów: Heliconius, Papilio, Caligo, Lycorea i Pierella. Charakterystycznym oswojonym ptakiem w Paruimie był gruchacz siwoskrzydły, nazwany przez pisarza „trompeterem”. Chociaż Akawoje są adwentystami stroniącymi od mięsa, gdy nadarzyła się okazja, nie pogardzili schwytaną kapibarą, a nawet maleńką rybą dwudyszną. W eseju Motyle ageronie Fiedler opisał motyle wydające charakterystyczne dźwięki.

### Część VI
Część szósta, zatytułowana Georgetown, stanowi krótką dygresję dotyczącą aktualnej polityki w Gujanie. Fiedler odwiedził po powrocie z Paruimy kino, gdzie obejrzał – jego zdaniem – amerykański film „Samson i cuda świata”. Autor poddał film ostrej krytyce.

### Część VII

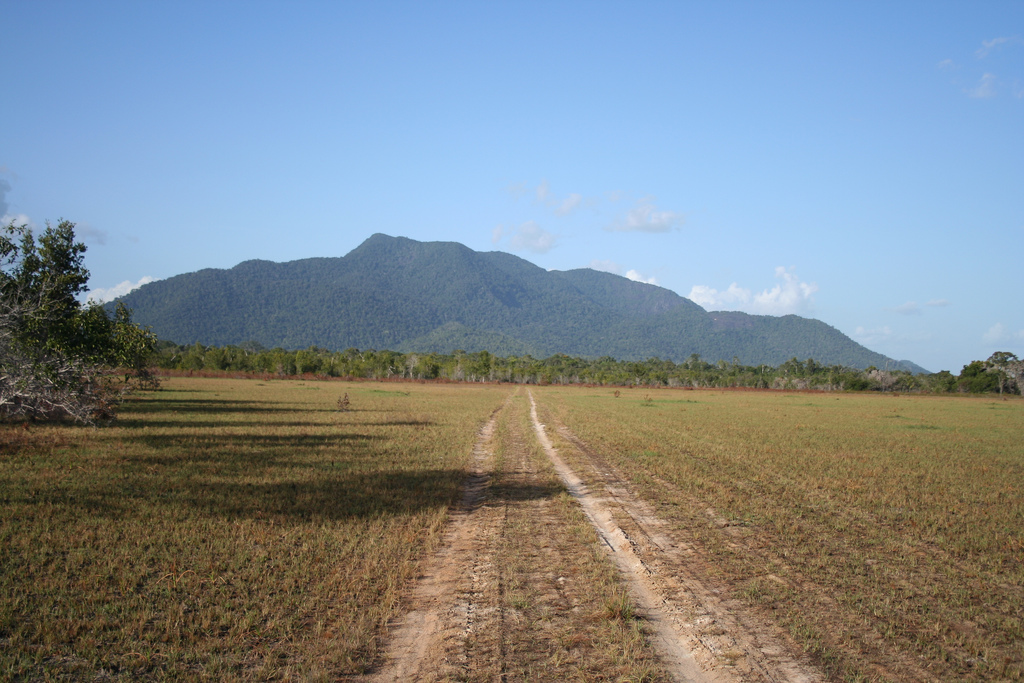
Sawanny Rupununi

W siódmej części, noszącej tytuł Sawanny Rupununi, Fiedler zaprezentował Indian Makuszi z regionu Upper Takutu-Upper Essequibo. Tereny sawannowe znajdują się na południowo-zachodnim krańcu Gujany, przy granicy z Brazylią na rzece Takatu. Podróżnik udał się na południe z Georgetown samolotem linii British Guyana Airways. Samolot lądował najpierw w Pirara, a następnie w Lethem (Port lotniczy Lethem). W otwierającym eseju Fiedler porównał znajdujące się w oddali góry Kanuku do Kaliny Jędrusik. Wspomniał o rzece Rupununi przecinającej sawannę z południa na północ. Wśród zwierząt wymienił: drętwy, raje, kajmany, ryby arapaima, żałując jednocześnie, że odwiedził Rupununi w porze suchej i nie dane mu było zobaczenie kwitnących storczyków z gatunku Cattleya violacea (rodzaj Katleja). Szereg informacji o szczepie Makuszi, jego historii, zwyczajach i sytuacji w czasach współczesnych zawarł Fiedler w eseju Szczep Makuszi. W eseju Cukierki i ciastka dla Makuszi przedstawiona została wizyta we wsi Yupukari, podczas której odbyło się rozdawanie słodyczy połączone z polityczną akcją agitacyjną na rzecz Petera D’Aguiarego. Esej Melville’owie przedstawia historię Szkota Harrego Melville i jego potomków, którzy prowadzili na sawannach hodowle bydła. Pisarz opisał też swój pobyt na rancho w Manari. Ostatni esej VII części dotyczy wypraw w poszukiwaniu złota na terenie Rupununi.

### Część VIII
W części zatytułowanej Rzeka Górne Essequibo Fiedler opisał swoje spotkania z Indianami z plemienia Wajwajów. Z Lethem pisarz udał się samolotem należącym do amerykańskich misjonarzy na południe do Kanashen. Wajwaje, według opisu w eseju Żywotność Wajwajów, mieli na sobie jedynie nabiodrniki. Ich ciała pokrywały czerwone i czarne malowidła. Stroili się w swoistą biżuterię z paciorków oraz piór papug i kolibrów. Włosy starszych uplecione były w warkocz wpuszczony w bambusową tuleję. W osadzie duszpasterzował pastor Bob Hawkins, który przyjął Fiedlera w dawnym domu misyjnym. Indianie mieszkali w okrągłych chatach ze stożkowatymi dachami. W eseju Martwe i żywe kartki historii przedstawiona została historia Indian Taruma oraz Wajwajów znad górnego Essequibo, działalność badacza Roberta Schomburgka, geologa Barringtona Browna, jezuity Cary’ego Elewesa, etnografa Waltera E. Rotha oraz amerykańskich misjonarzy z „Unevangelized Fields Mission”.

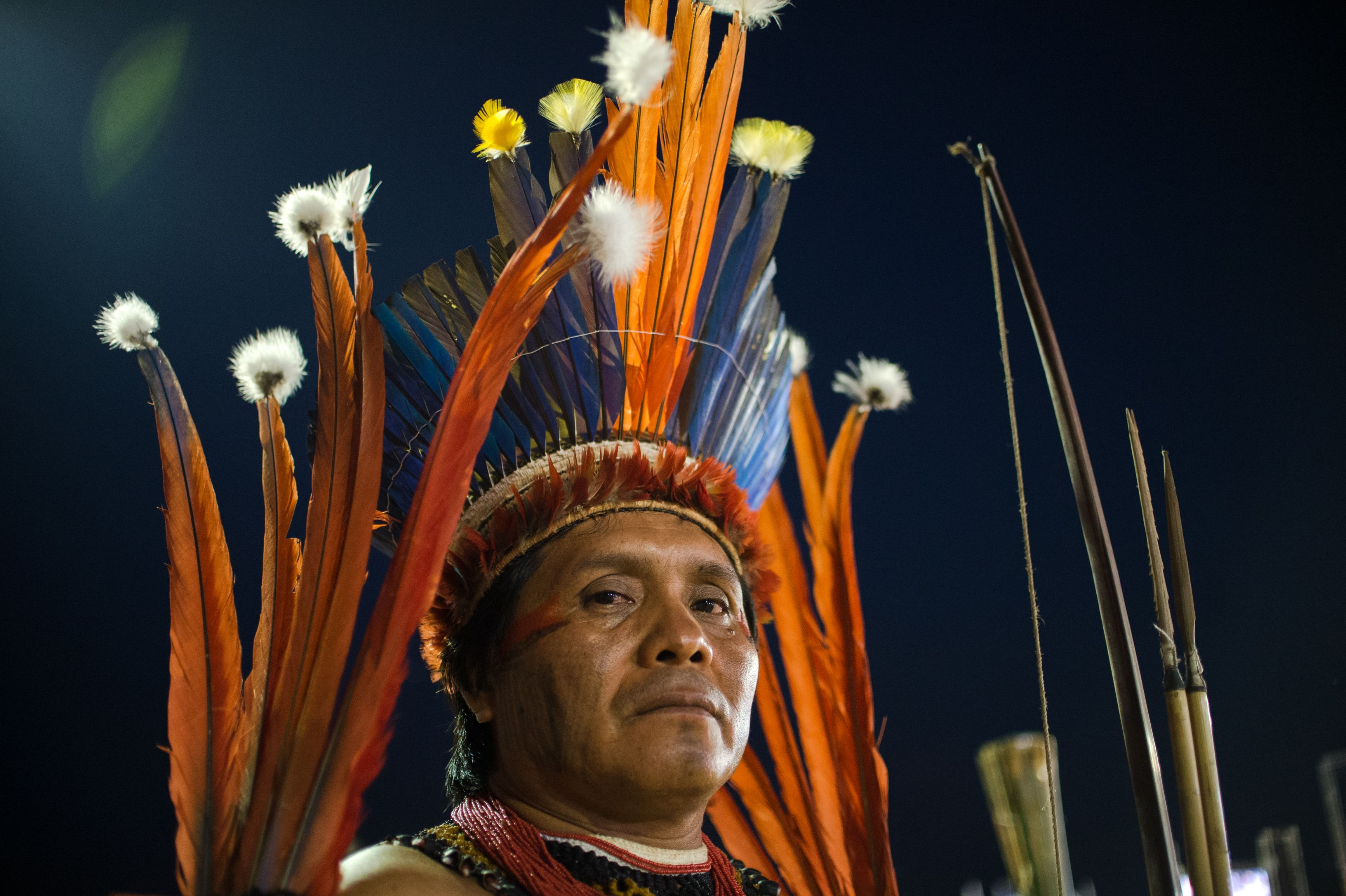
Mężczyzna z plemienia Wajwajów

Wajwaje używali łuków. Zaskoczeniem dla podróżnika był fakt, iż wcale nie palili. Powodem była dawna praktyka stosowana przez czarowników, nazywana „dmuchaniem”, powodująca nieszczęścia. W eseju Blisko siódmego nieba Fiedler, powołując się na opinię botanika Nicholasa Guppy’ego, który w 1958 roku poznał Wajwajów, docenił piękno ciał indiańskich. Nad rzeką pisarz zanotował obecność motyli z rodzaju Urania. Podczas jednej z wizyt w domu pastora, opisanej w eseju Pastor i pokonany czarownik, Fiedler dowiedział się o panującej przed laty u Indian poliandrii. Misjonarz opowiedział o walce z najróżniejszymi chorobami, na które zapadali mieszkańcy puszczy. Przybyły wzbudzał szczególne zainteresowanie tubylców, którzy szczególnie w porze posiłków przychodzili patrzeć na niego, gdy jadł.
Esej God did it! zawiera opis nabożeństwa, podczas którego wielu uczestników w swobodny sposób zabiera głos, uwielbiając Boga. Ci, którzy nie chcą przemawiać, śpiewają na środku hymn. Pastor uczestniczył w modlitwie w sposób bierny. W wiosce Onomto, przy domu Małasza, Fiedler poznał hodowanego przez Indianina psa myśliwskiego. Pisarz powrócił do Polski na pokładzie MS Legnica dowodzonym przez kapitana Witolda Gorskiego.

## Wydania
Książkę kilka razy wydano w Polsce. Została też przetłumaczona i wydana w języku niemieckim w 1968 roku.
- 1968 – I wydanie (Spotkałem szczęśliwych Indian, Warszawa, Iskry)
- 1975 – II wydanie (Spotkałem szczęśliwych Indian, Warszawa, Iskry)
- 1984 – III wydanie (Spotkałem szczęśliwych Indian, Warszawa, Iskry)
- 2010 – IV wydanie (Gujana: spotkałem szczęśliwych Indian, Pelplin, Wydawnictwo Bernardinum)[13]